# Сузьма
Сузьма́ (азерб. süzmə, баш. һөҙмә, hüzme, чув. сирме, тат. сөзмә, каз. сүзбe, кирг. сүзмө, туркм. süzme, узб. suzma, уйг. сүзма‎, тадж. чакка) — подсоленный кисломолочный продукт, по внешнему виду похожий на творог. Изготавливается путём удаления сыворотки из айрана (катыка) или сметаны.

## Приготовление
Катык подсаливают, наливают в хлопчатобумажный мешок и подвешивают в холодном месте на 24-30 часов. Сыворотка, просачиваясь сквозь ткань, стекает. Оставшаяся в мешке масса белого цвета по внешнему виду напоминает калье (творог).
Применяют в качестве основы для соусов, для приготовления холодных и горячих супов или кисломолочных напитков.